# Administração pública no Brasil

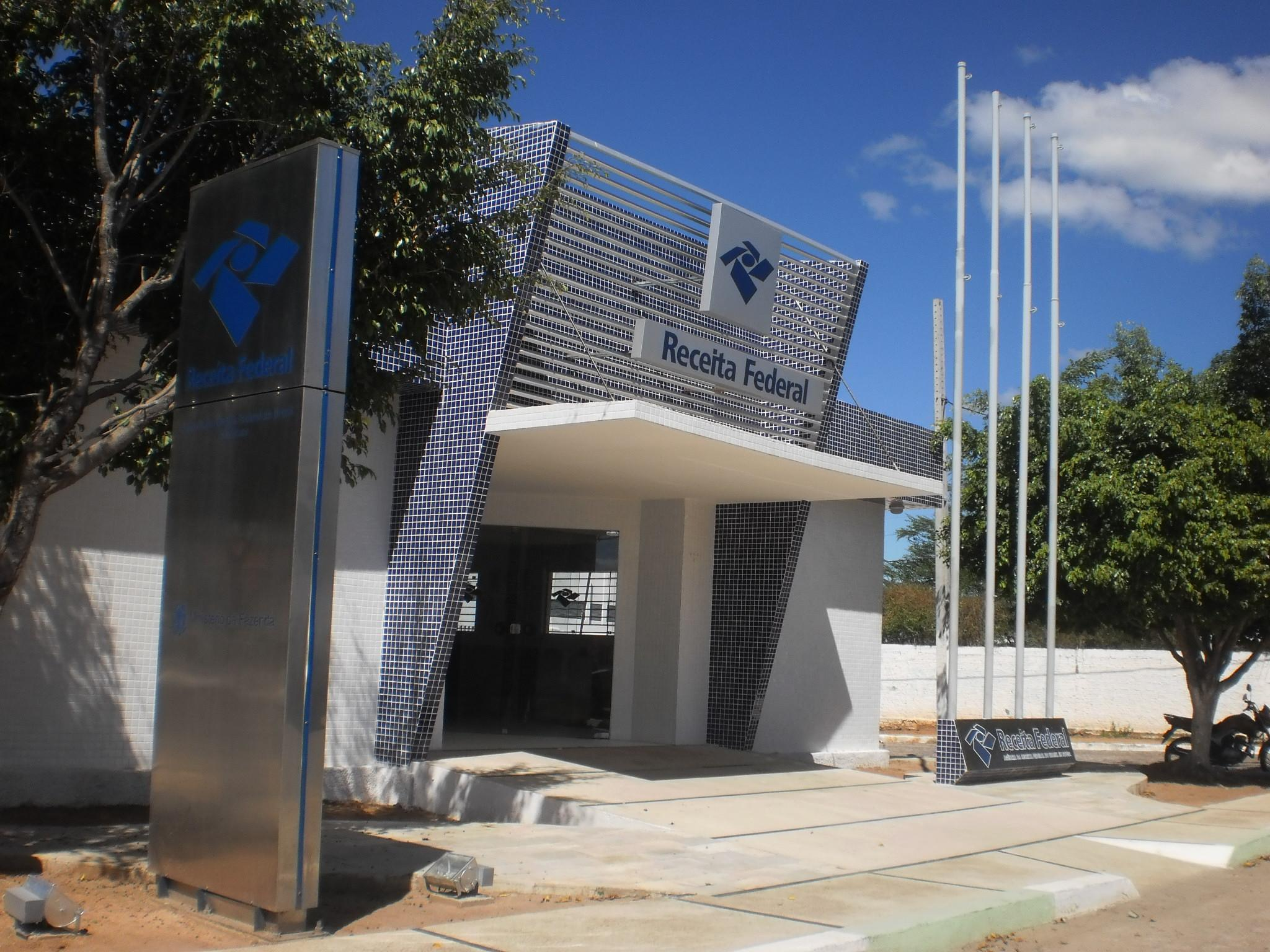
A Secretaria da Receita Federal do Brasil é um órgão integrante da administração pública direta.

A administração pública no Brasil consiste em órgãos e entidades que desempenham a atividade administrativa do estado. A organização da administração pública brasileira divide-se em administração direta e indireta.
A clássica concepção de Hely Lopes Meirelles: "Em sentido formal, é o conjunto de órgãos instituídos para a consecução dos objetivos do Governo; em sentido material é o conjunto das funções necessárias aos serviços públicos em geral".
Para Diógenes Gasparini, "é o encargo de guarda, conservação e aprimoramento de bens, interesses e serviços da coletividade, que se desenvolve segundo a lei e a moralidade administrativa."
Segundo Carminha (2009), a Administração foi tomando dimensão a partir das suas qualificações e exigências do mercado. Administrar tem vários conceitos e significados: dirigir, orientar, formar, integrar, com tudo isso conseguir satisfações, tanto para o patrão quanto para os funcionários, através de determinações de o administrador saber lidar com ambas as partes, suscitar assim satisfação para ambas as partes.

## Histórico
O surgimento da administração pública no Brasil se dá com o fracasso da outorga da administração do território a particulares, através do sistema conhecido como capitanias hereditárias e a instituição do governo geral, em 1549. Sem, entretanto, a necessidade de remontarmos ao período colonial — no qual cabe o destaque aos efeitos das chamadas Reformas Pombalinas sobre a condução dos negócios públicos no Brasil —, podemos notar que um aparato administrativo de grande porte se constituiu em 1808, com a chegada da família real portuguesa ao Brasil e a a proclamação do Reino Unido de Portugal, Brasil e Algarves. Nesta época foram criados órgãos importantes, como o Banco do Brasil, a Biblioteca Nacional, a Tipografia Régia e o Arquivo Militar.
Com a transferência da corte de volta a Portugal, em 1821, o príncipe regente Dom Pedro I centralizou em si muitas atribuições. A estrutura administrativa montada durante as guerras napoleônicas foi aproveitada com a declaração de Independência, em 1822.
Progressivamente, e em especial a partir da subida ao trono de Dom Pedro II, foi desenhado o arranjo institucional clássico do Estado brasileiro, com o Poder Moderador de atribuição exclusiva do imperador.  Porém já no período regencial houve uma descentralização do poder governamental, com a instituição das assembleias provinciais. A instituição do presidente do conselho de ministros, em 1847, foi outra reforma. O caráter da administração, contudo, permanecia patrimonialista, com o Estado a serviço das oligarquias locais.
A situação permaneceu semelhante após a proclamação da República. Somente com o fim da chamada República Velha, em 1930, o Estado brasileiro passou a se comprometer com o mínimo de modernização, mas ainda em estilo burocrático, nos moldes das reformas do estado alemão.
É considerada a primeira grande reforma na administração pública brasileira a criação do Departamento Administrativo do Serviço Público (DASP), em 1938, por Getúlio Vargas. Este departamento foi um primeiro passo no sentido da profissionalização da administração pública no Brasil. As mudanças que culminaram com a criação do DASP são tidas também como as primeiras reformas paradigmáticas na Administração Pública brasileira, ou seja, reformas de grande impacto e expressão. A reforma administrativa de 1937 foi o primeiro passo em direção à burocratização da administração pública brasileira, na tentativa de superar o patrimonialismo.
A reforma paradigmática seguinte também aconteceu através de decreto. Trata-se do decreto-lei 200/67, que estabelecia como princípios da administração pública federal o planejamento, a coordenação, a descentralização, a delegação de competência e o controle. Estabelecia também a divisão entre administração pública direta e indireta,  Embora em seus primeiros anos este decreto tenha favorecido a descentralização da administração (com relativa autonomia para empresas estatais e órgãos locais), o governo militar, fortalecido após o AI-5, logo decidiu ser inviável que as decisões não passassem por seu crivo.[carece de fontes?]
Temos a seguir as reformas promovidas pela constituição de 1988, que descentralizou ainda mais a administração pública, fortalecendo também a participação popular; e aquela empreendida desde o governo de Fernando Collor, que enxugou a máquina estatal ao privatizar empresas periféricas ao serviço público.[carece de fontes?]

### Discussões de reforma
A partir de 1970, com o avanço do neoliberalismo, a reforma administrativa passou a ser um tópico defendido, segundo Luiz Carlos Bresser-Pereira as reformas neoliberais, voltadas para a liberalização comercial, financeira, privatização e desregulamentação, foram as responsáveis pela estagnação do desenvolvimento em países como o Brasil. A redução do Estado, concentrando-se em garantir a propriedade e os contratos e na busca do equilíbrio das contas públicas, com a ênfase em privatizações, inclusive de empresas monopolistas ou quase monopolistas, foi a "armadilha da liberalização", e reformas tidas pelo professor Bresser-Pereira como "sensatas" foram deixadas em segundo plano.

#### PEC 32/2020
O Congresso Nacional recebeu a reforma administrativa pretendida por Jair Bolsonaro no dia 3 de setembro de 2020, a Proposta de Emenda à Constituição (PEC), identificada como 32/2020 (PEC 32). As mudanças valeriam para servidores do Executivo, Legislativo e Judiciário (com exceção das carreiras típicas de Estado) das três esferas da federação: União, estados e municípios, mas só para quem ingressasse no setor público a partir da promulgação da Emenda Constitucional.
Entre as mudanças, estavam:
- o fim da estabilidade para futuros servidores, que seria mantida apenas aos ocupantes das carreiras típicas de Estado. Entretanto, uma alteração, feita pelo relator da PEC, durante sua tramitação, manteve a estabilidade para todos os servidores, tanto atuais como futuros;
- a permissão para a acumulação de cargos;
- a possibilidade de redução de jornada e de remuneração para cargos que não sejam típicos de Estado;
- a contratação de pessoal com vínculo por prazo determinado, mediante processo seletivo simplificado;
- a permissão ao Poder Legislativo para a edição de normas gerais para delegar a particulares atividades exercidas pelo poder público; entre outras.

Também estavam previstos o fim de uma série de benefícios (vistos como privilégios por especialistas), como:
- férias superiores a 30 dias, pelo período aquisitivo de um ano;
- adicionais por tempo de serviço;
- aumento de remuneração ou de parcelas indenizatórias (como auxílio-moradia, auxílio-creche, etc) com efeitos retroativos;
- licença-prêmio, licença-assiduidade ou outra licença por tempo de serviço. A única ressalva é a licença para fins de capacitação;
- redução de jornada sem a correspondente redução de remuneração, exceto se decorrente de limitação de saúde;
- aposentadoria compulsória como forma de punição;
- adicional ou indenização por substituição;
- parcelas indenizatórias sem previsão de requisitos e critérios de cálculo definidos em lei. Parcelas indenizatórias pagas em desacordo seriam extintas dois anos após a promulgação desta Emenda;
- incorporação total ou parcial de gratificação ao cargo efetivo;
- progressão ou promoção baseadas exclusivamente em tempo de serviço.

Sem votos, o governo suspendeu a tramitação da PEC 32, o motivo foi a falta de apoio dos parlamentares ao projeto. Bolsonaro e sua base não conseguiram o voto de 308 deputados, necessários para levar a cabo a proposta.
Na Eleição presidencial no Brasil em 2022, programas de governo de quatro candidatos à Presidência — Luiz Inácio Lula da Silva (PT), Jair Bolsonaro (PL), Ciro Gomes (PDT) e Simone Tebet (MDB) — previam alguma reforma administrativa, mas sem apresentar muitos detalhes.

## Organização
A organização da administração pública do Brasil divide-se em administração direta e administração indireta. A direta é composta pelos poderes executivo, legislativo e judiciário da União, dos Estados, do Distrito Federal e dos Municípios. A indireta é composta por entidades de personalidade jurídica própria criadas ou autorizadas por lei: autarquias, fundações públicas, empresas públicas e sociedades de economia mista.

### Administração direta do Poder Executivo da União
Composta pela presidência da república e pelos ministérios.
- Presidência da república: constituída pela Casa Civil, Secretaria Geral, Núcleo de Assuntos Estratégicos, Secretaria de Relações Institucionais, Secretaria de Comunicação Social, Gabinete Pessoal e Gabinete de Segurança Institucional.
- Ministérios: Desde janeiro de 2019, são 22 pastas ministeriais, sendo 16 ministérios no Brasil, duas secretarias e quatro órgãos equivalentes a ministérios. Cada ministério é responsável por uma área específica e é liderado por um ministro ou ministro-chefe.

### Administração indireta
A Administração Indireta é o conjunto de pessoas administrativas que, vinculadas à respectiva Administração direta, têm o objetivo de desempenhar as atividades administrativas de forma descentralizada. Elas possuem como características comuns:
1. Personalidade jurídica própria;
2. Autonomia administrativa;
3. Patrimônio próprio;
4. Vínculo aos órgãos da administração direta;
5. Sujeitam-se a licitação
6. Proibição de acúmulo de cargos

O inciso XIX, do artigo 37 da Constituição Federal se refere às entidades da administração indireta, ao afirmar que "somente por lei específica poderá ser criada autarquia e autorizada a instituição de empresa pública, de sociedade de economia mista e de fundação, cabendo à lei complementar, neste último caso, definir as áreas de atuação".
- Autarquia: criada por lei específica, com personalidade jurídica de direito público, exerce atividades típicas do estado (gestão administrativa ou financeira), sem fins lucrativos, imunes a impostos, seus bens são impenhoráveis. São exemplos de autarquias federais: INSS, BACEN, EMBRATUR;
- Fundação pública: criada por lei autorizada com lei complementar definindo sua área de atuação, exerce atividades atípicas do Estado (assistência social, educacional, cultura, pesquisa) com  personalidade jurídica de direito público ou privado, sem fins lucrativos, imunes a impostos, seus bens são impenhoráveis. São exemplos de fundações públicas: IPEA, IBGE, Fiocruz;
- Empresa pública: criada por lei autorizada, com personalidade jurídica de direito privado, exerce atividades econômicas ou serviços que o Estado seja obrigado a exercer por força de contingência, seu capital é exclusivo da União, podem ter lucro. São exemplos de empresas públicas: EMBRAPA, ECT, Caixa Econômica Federal;
- Sociedade de economia mista: criada por lei autorizada, com personalidade jurídica de direito privado, instituída mediante autorização legislativa e registro em órgão próprio para exploração de atividade econômica, sob a forma de sociedade anônima, seu capital pertence 50% + uma ação ordinária do Estado, podem ter lucro. Exemplos: Petrobras, Banco do Brasil;

Agências executivas e reguladoras também fazem parte da administração pública indireta, são pessoas jurídicas de direito público interno e consideradas como autarquias especiais.
- Agência executiva: é uma qualificação criada através de um decreto em 1998. Autarquias e fundações públicas passam a qualificação de agência executiva após se candidatar com um plano estratégico de reestruturação e desenvolvimento institucional aprovado. A aprovação se dá por decreto presidencial. O candidato firma um "Contrato de Gestão" com o ministério superior que visa a redução de custos, melhoria na qualidade de serviços, maior autonomia administrativa, financeira e de pessoal. Exemplo de agência executiva: INMETRO.
- Agência reguladora: com as privatizações de atividades que antes pertenciam ao estado, foi criada a agência reguladora. Agência reguladora tem como função fiscalizar os serviços prestados por concessionárias ou permissionárias. São exemplos de agências reguladoras: ANATEL (Agência Nacional de Telecomunicações), ANP (Agência Nacional do Petróleo), ANEEL (Agência Nacional de Energia Elétrica), ANTAQ (Agência Nacional de Transportes Aquaviários), Anvisa (Agência Nacional de Vigilância Sanitária), ANTT (Agência Nacional de Transportes terrestres).
- Consórcio público: criado por lei em 2005, o consórcio público pode ser de direito público ou privado. Quando de direito público, o consórcio público faz parte da administração indireta. O consórcio público é uma parceria formada entre entidades estatais para exercer alguma atividade de interesse da coletividade, geralmente relacionados ao meio ambiente, saúde e desenvolvimento regional, desenvolvimento de recursos hídricos e saneamento básico. São exemplos de consórcios públicos: Banco Regional de Desenvolvimento do Extremo Sul (BRDE).

## Princípios

### Básicos
Segundo o artigo 37 da Constituição Federal: "A administração pública direta e indireta de qualquer dos Poderes da União, dos Estados, do Distrito Federal e dos Municípios obedecerá aos princípios de legalidade, impessoalidade, moralidade, publicidade e eficiência e, também, ao seguinte:...". Estes são os 5 princípios básicos explícitos na constituição.
- Princípio da Legalidade - no Direito Administrativo, esse princípio determina que, em qualquer atividade, a Administração Pública está estritamente vinculada à lei. Assim, se não houver previsão legal, nada pode ser feito. A diferença entre o princípio genérico e o específico do Direito Administrativo deve ficar bem clara: naquele, a pessoa pode fazer de tudo, exceto o que a lei proíbe; já a Administração Pública só pode fazer o que a lei autoriza, estando engessada, na ausência de tal previsão. Seus atos têm que estar sempre pautados na legislação.
- Princípio da Impessoalidade - A finalidade é o interesse público (define também o Princípio da Finalidade) e o agente público deve tratar a todos de forma igual (também define o Princípio da Isonomia ou Igualdade).
- Princípio da Moralidade - Atuar com ética, com honestidade, com integridade de caráter.
- Princípio da Publicidade - É a divulgação dos atos administrativos, ou seja, todas as ações do estado devem se tornar públicas, exceto em alguns casos extremos (segurança nacional, investigações sigilosas ou atos que envolvam a privacidade, como por exemplo, processos relativos a família ou menores).
- Princípio da Eficiência - Atuar com presteza, racionalidade e com perfeição. Fazer ou realizar uma ação da maneira mais coerente possível.

### Fundamentais
Segundo o decreto-lei 200/1967: "As atividades da Administração Federal obedecerão aos seguintes princípios fundamentais: Planejamento, Coordenação, Descentralização, Delegação de Competência e Controle."
- Planejamento: o governo só agirá de acordo com um planejamento pré-estabelecido com a finalidade de promover o desenvolvimento econômico e social e visando também a segurança nacional. O planejamento se faz por meio de: um plano geral de governo; de programas gerais, setoriais e regionais, de duração plurianual; do orçamento-programa anual; e da programação financeira de desembolso.
- Coordenação: procura-se uma ação integrada para evitar duplicidade de atuação e consequente desperdício de recursos. A coordenação é feita em todos os níveis da administração pública: chefias, reuniões de ministros, presidente da república.
- Descentralização: O Estado passa a terceiros atividades públicas ou de utilidade pública, mas sem deixar de fiscalizá-las com isso o Estado passa a atuar indiretamente. A descentralização pode ser feita: dentro dos quadros da Administração Federal, distinguindo-se claramente o nível de direção do de execução (chamada de desconcentração); da Administração Federal para a das unidades federadas, quando estejam devidamente aparelhadas e mediante convênio; da Administração Federal para a órbita privada, mediante contratos ou concessões.[17]
- Delegação de Competência: transferência de competência a subordinados indicando a autoridade delegante, a autoridade delegada e as atribuições objeto de delegação. É uma maneira de descentralização. É facultativo e transitório e obedece a oportunidade e conveniência.
- Controle: Feito pela chefia (entre os subordinados), feita por auditorias (dentro do próprio órgão) e pelo Sistema de Controle Interno (para controlar dinheiro e bens públicos).